# Ivan Ryško
Ivan Ryško, cyrilicí Іван Ришко, byl rakouský politik rusínské (ukrajinské) národnosti z Haliče, během revolučního roku 1848 poslanec Říšského sněmu.

## Biografie
Roku 1849 se uvádí jako Iwan Ryszko, hospodář v obci Rožniv (Rožnow).
Během revolučního roku 1848 se zapojil do veřejného dění. Ve volbách roku 1848 byl zvolen i na ústavodárný Říšský sněm. Zastupoval volební obvod Kuty. Tehdy se uváděl coby hospodář. Náležel ke sněmovní pravici.
Patřil mezi ukrajinské poslance.